# Planetarischer Nebel

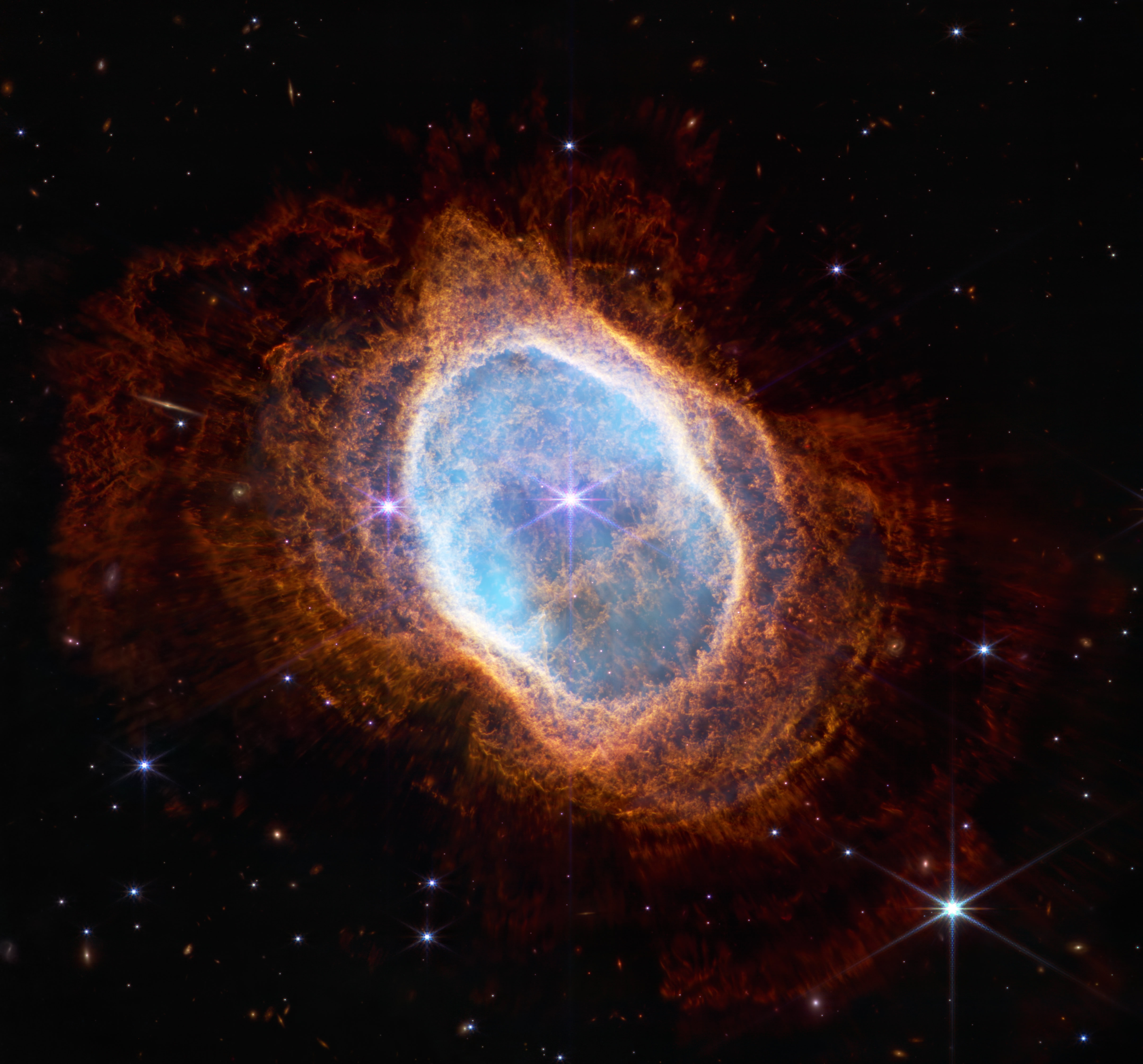
Südlicher Ringnebel

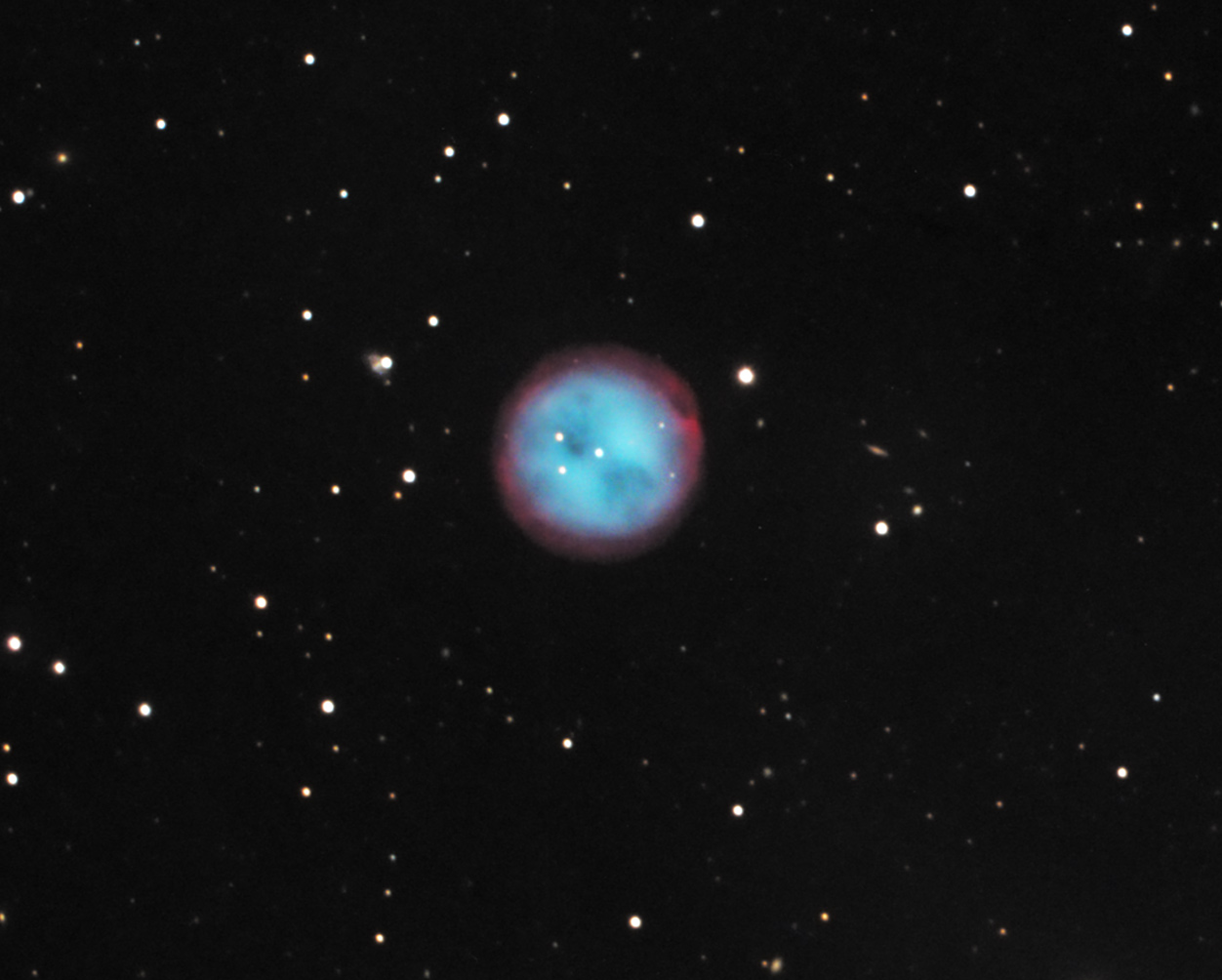
Eulennebel (M97)

Ein planetarischer Nebel ist ein astronomisches Objekt aus der Kategorie der Nebel, bestehend aus einer Hülle aus Gas und Plasma, die von einem alten Stern am Ende seiner Entwicklung abgestoßen wurde.
Der Name ist historisch bedingt und irreführend, denn diese Nebel haben nichts mit Planeten zu tun. Die Bezeichnung stammt daher, dass sie im Teleskop meist kugelförmig erscheinen und wie ferne Gasplaneten aussehen.
Die Lebensdauer planetarischer Nebel ist meist nicht größer als einige zehntausend Jahre. Das ist kurz im Vergleich zu einem „Sternenleben“ mit vielen Millionen bis mehreren Milliarden Jahren.
Im interstellaren Umfeld der Erde, dem Milchstraßensystem, sind insgesamt rund 1500 Exemplare bekannt.
Planetarische Nebel spielen eine entscheidende Rolle in der chemischen Evolution der Galaxis, da das abgestoßene Material die interstellare Materie mit schweren Elementen wie Kohlenstoff, Stickstoff, Sauerstoff, Calcium und anderen Reaktionsprodukten der stellaren Kernfusion anreichert. In anderen Galaxien sind planetarische Nebel manchmal die einzigen beobachtbaren Objekte, die genug Information liefern, um etwas über die chemische Zusammensetzung zu erfahren.
Mit dem Hubble-Weltraumteleskop wurden Aufnahmen vieler planetarischer Nebel angefertigt. Ein Fünftel der Nebel hat eine kugelförmige Gestalt. Die Mehrzahl ist jedoch komplex aufgebaut und weist unterschiedliche Formen auf. Die Mechanismen der Formgebung sind noch nicht genau bekannt. Mögliche Ursachen könnten Begleitsterne, Sternwinde oder Magnetfelder sein.

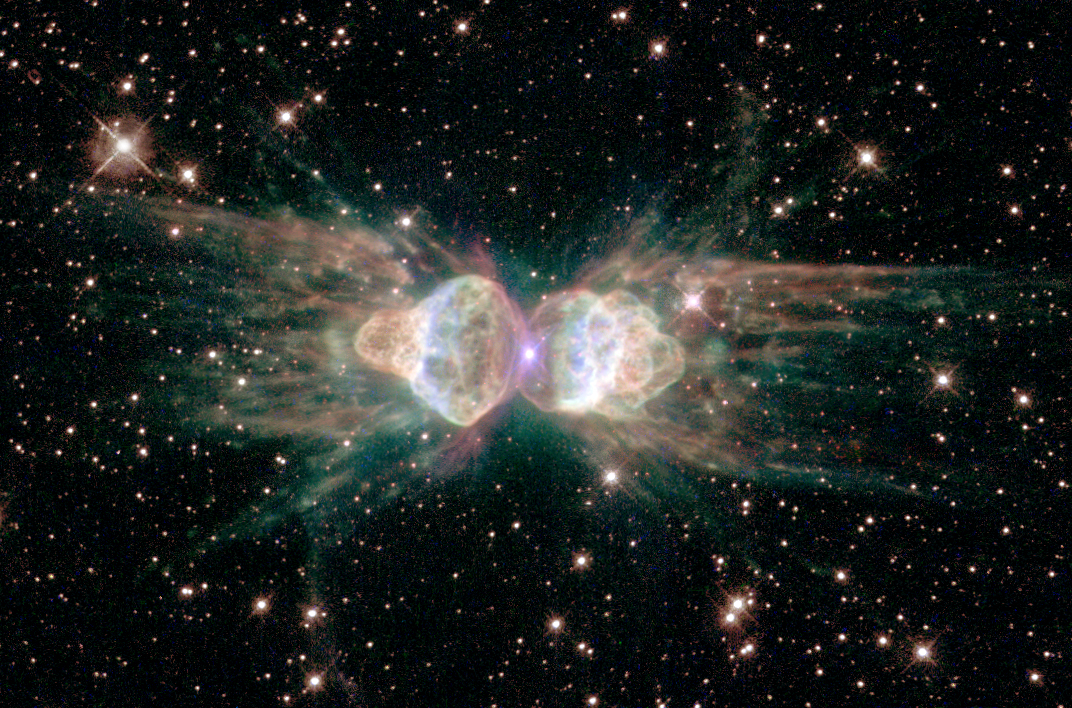
Ameisennebel (Mz 3)

## Beobachtungsgeschichte

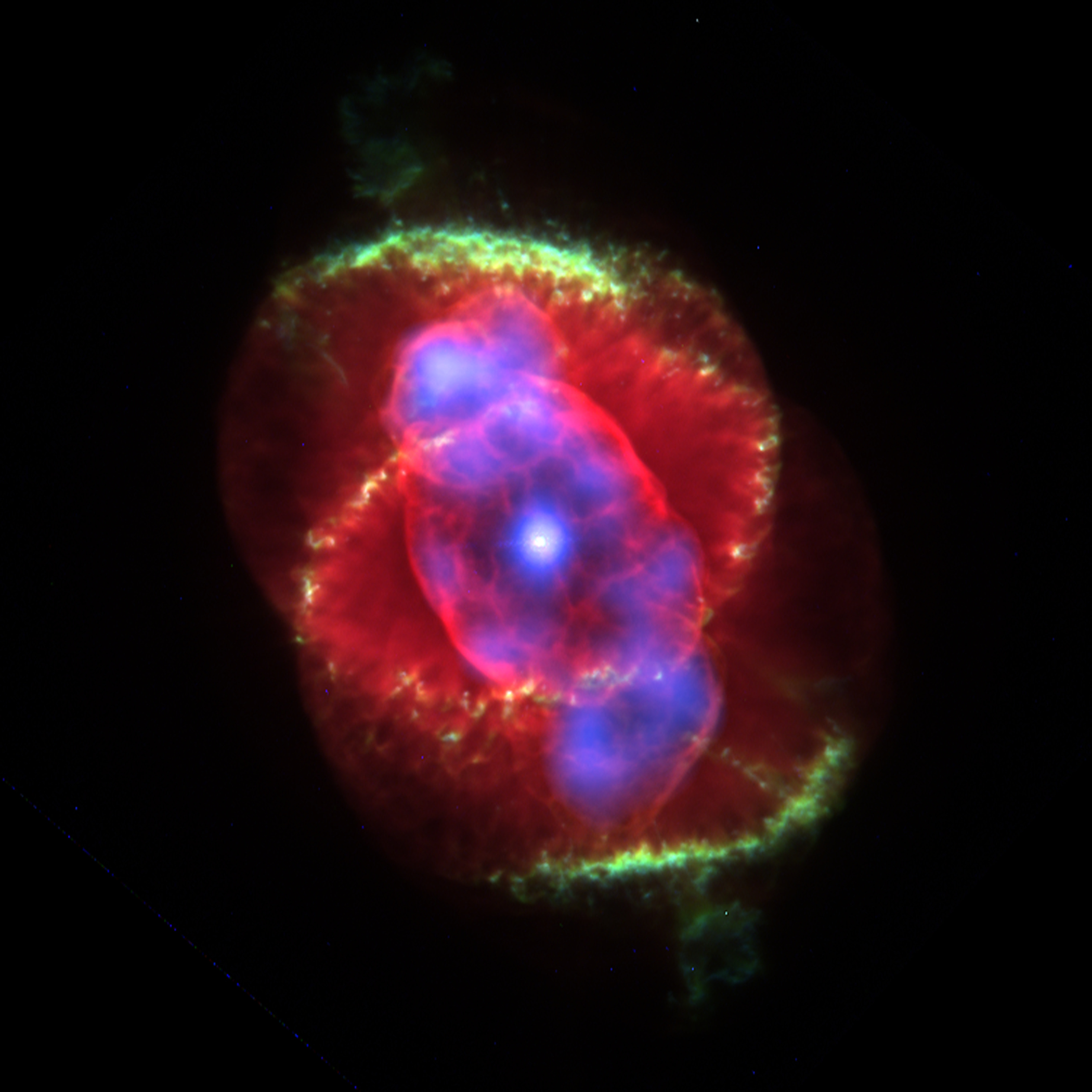
Katzenaugennebel (NGC 6543), Farbkomposit

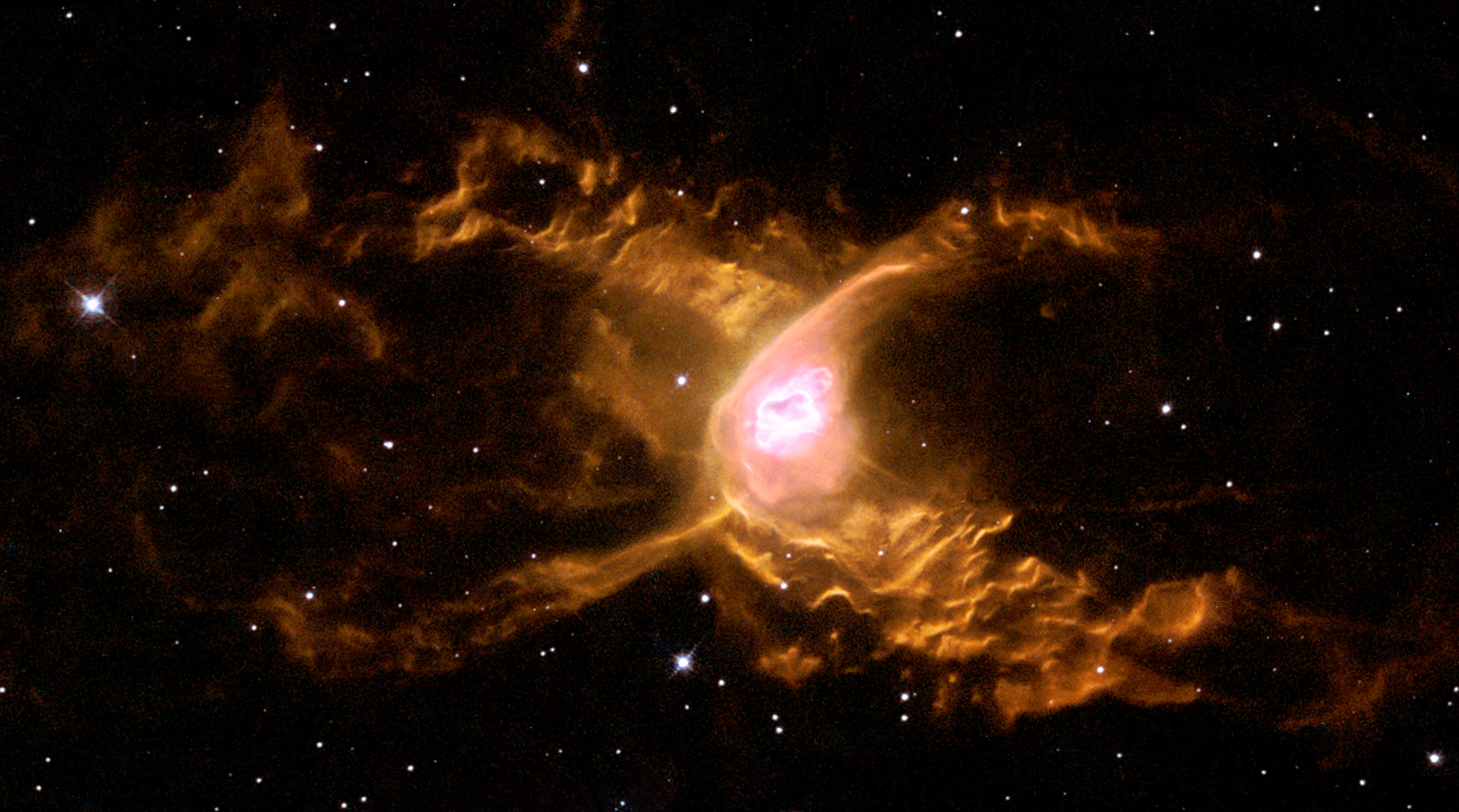
Red-Spider-Nebel (NGC 6537)

Planetarische Nebel sind im Allgemeinen schwach leuchtende Objekte und deshalb mit dem bloßen Auge nicht beobachtbar. Der erste entdeckte planetarische Nebel war der Hantelnebel im Sternbild Fuchs. Er wurde 1764 von Charles Messier entdeckt und wird in seinem Katalog mit dem Index M27 aufgeführt.
Durch die relativ geringe optische Auflösung der damaligen Teleskope sah ein planetarischer Nebel wie eine winzige neblige Scheibe aus. Da der 1781 entdeckte Planet Uranus einen ähnlichen Anblick bot, führte sein Entdecker Wilhelm Herschel 1785 für diese Nebel die bis heute beibehaltene Bezeichnung ein.
Die Zusammensetzung planetarischer Nebel blieb unbekannt, bis in der Mitte des 19. Jahrhunderts die ersten spektroskopischen Beobachtungen durchgeführt wurden. William Huggins war einer der ersten Astronomen, die das Lichtspektrum astronomischer Objekte studierten, indem er mit Hilfe eines Prismas ihr Licht spektral zerlegte. Seine Beobachtungen von Sternen zeigten ein durchgehendes, also kontinuierliches Spektrum mit einigen dunklen Absorptionslinien. Wenig später fand er heraus, dass einige neblige Objekte, wie der „Andromedanebel“, ein ganz ähnliches Spektrum aufwiesen. Diese Nebel stellten sich später als Galaxien heraus. Als Huggins jedoch den Katzenaugennebel beobachtete, fand er ein ganz anderes Spektrum vor. Dieses war nicht kontinuierlich mit ein paar Absorptionslinien, sondern wies lediglich einige Emissionslinien auf. Die hellste Linie hatte eine Wellenlänge von 500,7 nm. Dies stand in keinem Zusammenhang mit irgendeinem bekannten chemischen Element. Zunächst wurde daher angenommen, es handle sich um ein unbekanntes Element, das daraufhin den Namen Nebulium erhielt.
1868 hatte man bei der Untersuchung des Spektrums der Sonne das bis dahin unbekannte Element Helium entdeckt. Obwohl man bereits kurz nach dieser Entdeckung das Helium auch in der Erdatmosphäre nachweisen und isolieren konnte, fand man Nebulium nicht. Anfang des 20. Jahrhunderts schlug Henry Norris Russell vor, dass es sich nicht um ein neues Element handele, das die Wellenlänge 500,7 nm hervorrief, sondern eher ein bekanntes Element in unbekannten Verhältnissen.
In den 1920er Jahren wiesen Physiker nach, dass das Gas in den planetarischen Nebeln eine extrem niedrige Dichte besitzt. Elektronen können in den Atomen und Ionen metastabile Energieniveaus erreichen, die sonst bei höheren Dichten durch die ständigen Kollisionen nur kurzzeitig existieren können. Elektronenübergänge im Sauerstoff führen zu einer Emission bei 500,7 nm. Spektrallinien, die nur in Gasen mit sehr niedrigen Dichten beobachtet werden können, werden verbotene Linien genannt. 
Bis Anfang des 20. Jahrhunderts ging man davon aus, dass planetarische Nebel die Vorstufen von Sternen darstellen. Man glaubte, dass sich die Nebel unter der eigenen Schwerkraft zusammenzögen und im Zentrum einen Stern bildeten. Im Jahr 1918 fielen allerdings elliptisch aufgespalten erscheinende Spektrallinien bei einigen Nebeln auf, die im Jahr 1931 von Herman Zanstra als Effekt der Doppler-Verschiebung hervorgerufen durch eine Expansion des Nebels interpretiert wurden. Spätere spektroskopische Untersuchungen zeigten, dass sich alle planetarischen Nebel ausdehnen. So fand man heraus, dass die Nebel die abgestoßenen äußeren Schichten eines sterbenden Sterns darstellen, der als sehr heißes, aber lichtschwaches Objekt im Zentrum zurückbleibt.
Gegen Ende des 20. Jahrhunderts half die fortschreitende Technik, die Entwicklung der planetarischen Nebel besser zu verstehen. Durch Weltraumteleskope konnten Astronomen auch emittierte elektromagnetische Strahlung außerhalb des sichtbaren Spektrums untersuchen, die wegen der Erdatmosphäre durch bodengebundene Observatorien nicht beobachtet werden kann. Durch Beobachtung auch der infraroten und ultravioletten Strahlungsanteile der planetarischen Nebel kann man deren Temperatur, Dichte und chemische Zusammensetzung viel genauer bestimmen. Mit Hilfe von CCD-Techniken lassen sich die Spektrallinien noch präziser bestimmen und auch extrem schwache Linien sichtbar machen. Planetarische Nebel, die in bodengebundenen Teleskopen einfache und regelmäßige Strukturen aufwiesen, zeigten infolge der hohen Auflösung des Hubble-Weltraumteleskops sehr komplexe Gestalten.

## Entstehung

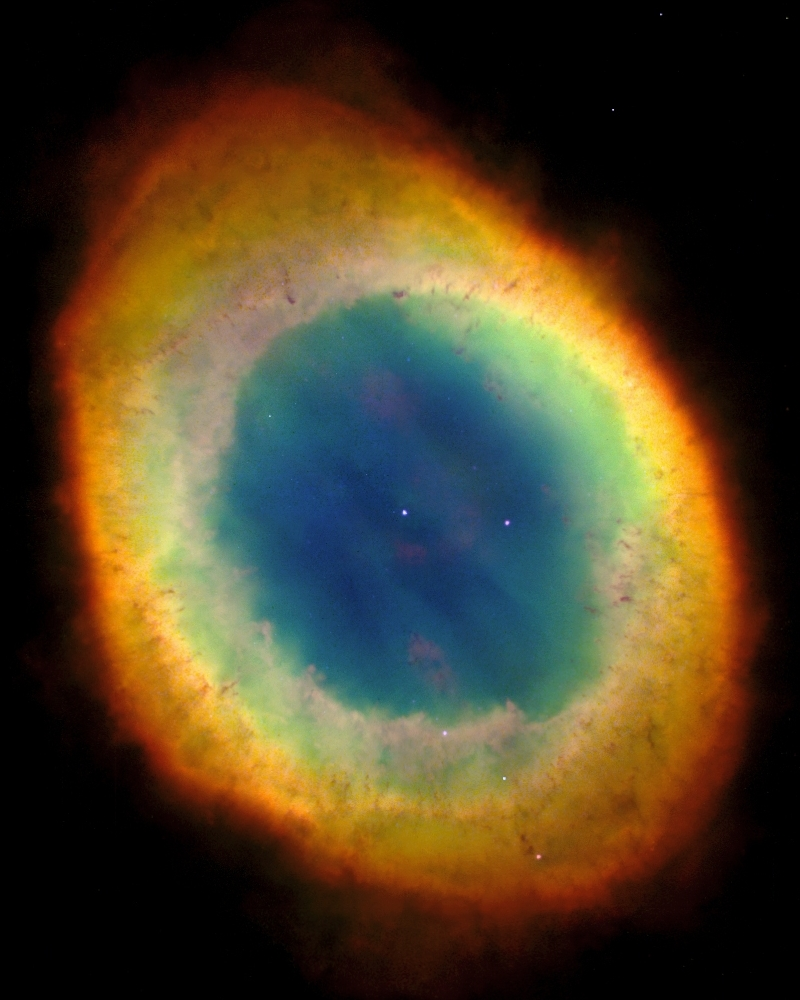
Ringnebel in der Leier (M57)

Planetarische Nebel stellen das Endstadium eines durchschnittlichen Sterns wie unserer Sonne dar.
Ein typischer Stern weist weniger als die doppelte Sonnenmasse auf. Seine Energie wird im Kern erzeugt, in dem die Kernfusion von Wasserstoff zu Helium abläuft. Der dadurch entstehende Strahlungsdruck verhindert, dass der Stern durch seine eigene Gravitation kollabiert. Es stellt sich ein stabiler Zustand ein, der über Milliarden von Jahren andauern kann.
Nach mehreren Milliarden Jahren sind die Wasserstoffvorräte im Kern verbraucht. Der Strahlungsdruck lässt nach, der Kern wird durch die Gravitationskräfte komprimiert und heizt sich auf. Die Temperatur im Kern steigt in dieser Phase von 15 Millionen auf 100 Millionen Kelvin an. Im Kern fusioniert nun Helium zu Kohlenstoff und Sauerstoff, in der „Schale“ um den Kern fusioniert Wasserstoff zu Helium. Als Folge dehnt sich die Hülle des Sterns stark aus, er tritt in das Stadium eines Roten Riesen auf dem asymptotischen Riesenast ein.
Die genannte Heliumfusion ist sehr temperaturempfindlich: die Reaktionsgeschwindigkeit ist proportional zur 30. Potenz der Temperatur und verdoppelt sich daher bei einer Temperaturerhöhung von nur 2,3 %. Dies macht den Stern sehr instabil – eine kleine Erhöhung der Temperatur führt sofort zu einem erheblichen Anstieg der Reaktionsgeschwindigkeit, die erhebliche Energien freisetzt, wodurch die Temperatur weiter ansteigt. Die Schichten, in denen die Heliumfusion gerade stattfindet, dehnen sich mit hoher Geschwindigkeit aus und kühlen sich dadurch wieder ab, wodurch die Reaktionsrate wieder herabgesetzt wird. Die Folge ist eine starke Pulsation (periodische Schwankung), die manchmal stark genug ist, um die ganze Sternatmosphäre in den Weltraum zu schleudern.
Das Gas der Sternhülle dehnt sich anfangs mit einer Geschwindigkeit von 20 bis 40 km/s aus und besitzt eine Temperatur von etwa 10.000 K. Dieser vergleichsweise langsame Sternwind bildet die Hauptmasse des Nebels. In dem Maße, in dem der Stern nach und nach seine äußeren Hüllen verliert und den immer heißeren Kern freilegt, wechselt seine Farbe von orange über gelb bis hin zu weiß und schließlich blau – ein sichtbares Zeichen dafür, dass seine Oberflächentemperatur auf über 25.000 K ansteigt. Wenn die freigelegte Oberfläche rund 30.000 K heiß ist, werden genug hochenergetische ultraviolette Photonen ausgesendet, um das zuvor ausgeworfene Gas zu ionisieren. Die Gashülle wird dadurch als planetarischer Nebel sichtbar. Der Stern im Zentrum hat das Stadium eines Weißen Zwerges erreicht.

## Dauer der Sichtbarkeit
Die ausgestoßenen Gase der planetarischen Nebel bewegen sich mit einer Geschwindigkeit von einigen Kilometern pro Sekunde vom Zentrum weg. Der Sternwind flaut im Laufe der Zeit vollständig ab, und beim Gas tritt eine Rekombination ein, wodurch es unsichtbar wird. Für die meisten planetarischen Nebel beträgt die Zeitspanne zwischen Formation und Rekombination ungefähr 10.000 Jahre. Der gut sichtbare Ringnebel (Messier 57 oder NGC 6720) zeigt mit seinem Alter um 20.000 Jahre, dass eine durchaus längere Sichtbarkeit gegeben sein kann. Die Zeitdauer hängt von der ursprünglichen Größe/Masse des Sterns, der Menge und Dichte des Plasmas, das in den Raum geschleudert wurde, und der Art des verbleibenden Sterns als weiterer Quelle der Energie liefernden Strahlung ab; bereits rekombinierte (leuchtende) Elemente im Plasma werden wieder ionisiert. Sie hängt zusätzlich von der betrachteten Wellenlänge und damit ursächlich von der Dichte der beteiligten Elemente im Plasma ab. Denn die Energie für Rekombination und Ionisation ist abhängig vom Element, da jedes Element spezifische Wellenlängen bei der Rekombination erzeugt. Letztlich skaliert dann noch die Empfindlichkeit des Beobachtungswerkzeugs die Dauer der Sichtbarkeit und die Entfernung zur Erde.

## Galaktische Erzeuger von Elementen
Planetarische Nebel spielen eine wichtige Rolle in der Entwicklung einer Galaxie. Das frühe Universum bestand fast vollständig aus Wasserstoff und Helium. Erst durch die in den Sternen ablaufende Nukleosynthese wurden die schwereren Elemente erzeugt, die in der Astrophysik auch Metalle genannt werden. Planetarische Nebel bestehen zu nennenswerten Teilen auch aus Elementen wie Kohlenstoff, Stickstoff und Sauerstoff, mit denen sie das interstellare Medium anreichern.
Nachfolgende Sterngenerationen bestehen zu einem geringen Anteil aus diesen schwereren Elementen, der einen Einfluss auf die Sternentwicklung hat. Die Planeten bestehen zu einem großen Teil aus schweren Elementen.
Neben den planetarischen Nebeln stoßen auch Supernovaexplosionen in der Endphase massereicher Sterne schwere Elemente aus.

## Eigenschaften

### Physikalische Eigenschaften

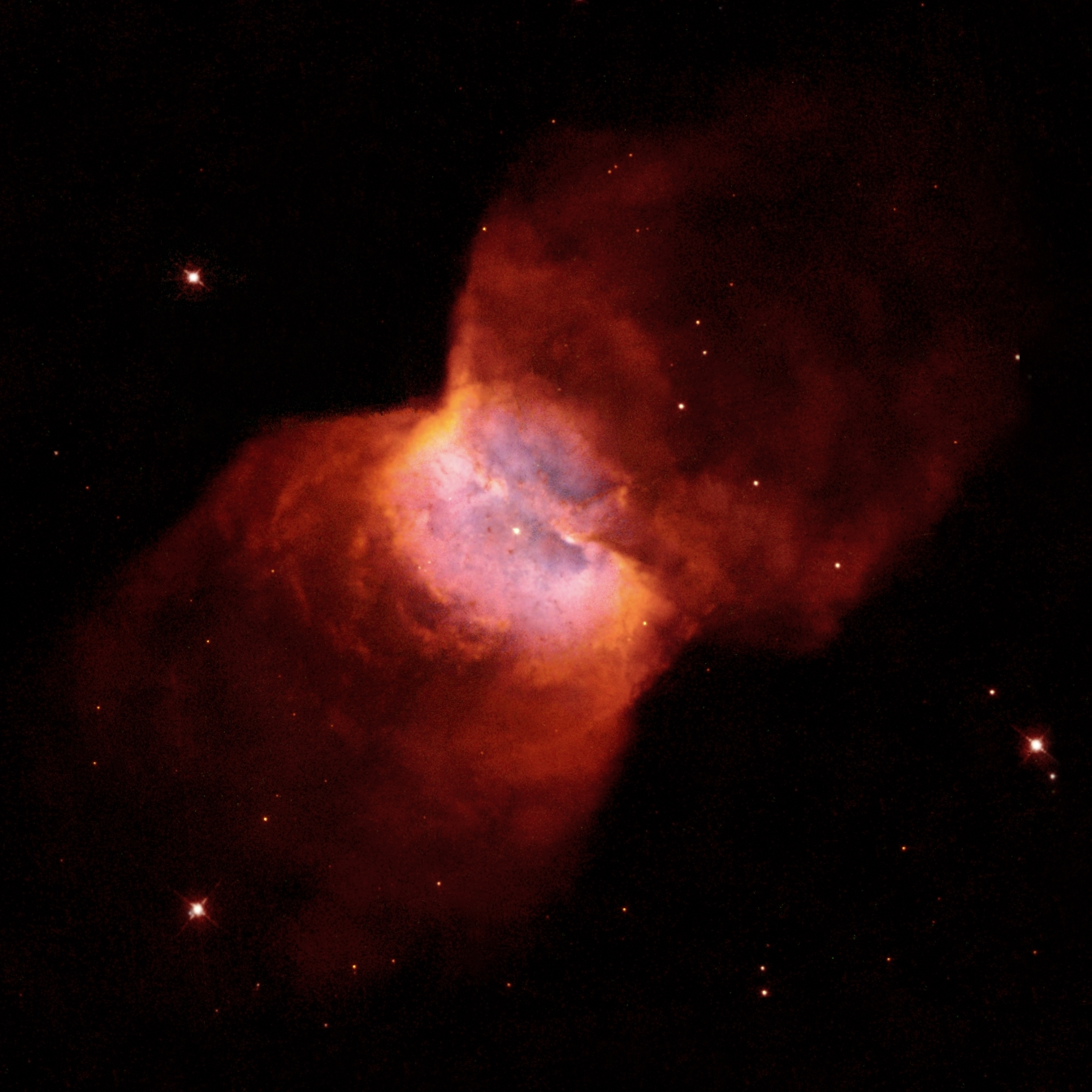
Schmetterlingsförmiger Nebel (NGC 2346)

Der Stern im Zentrum heizt durch seine Strahlung die Gase auf eine Temperatur von rund 10.000 K auf. Typische planetarische Nebel bestehen aus etwa 70 % Wasserstoff und 28 % Helium. Den restlichen Anteil bilden hauptsächlich Kohlenstoff, Stickstoff und Sauerstoff sowie Spuren anderer Elemente. 
Sie haben einen Durchmesser von rund einem Lichtjahr und bestehen aus extrem verdünntem Gas mit einer Dichte von rund 103 Teilchen pro Kubikzentimeter, „junge“ planetarische Nebel erreichen bis zu 106 Teilchen pro Kubikzentimeter. Im Laufe der Zeit führt die Ausdehnung des Nebels zur Verringerung seiner Dichte.
Entgegen den Erwartungen ist die Gastemperatur meist höher, je weiter man sich vom Zentrum weg bewegt. Das liegt daran, dass energiereiche Photonen seltener absorbiert werden als weniger energiereiche. In den Randbereichen des Nebels sind die gering energetischen Photonen bereits absorbiert worden und die übrig gebliebenen hochenergetischen Photonen führen zu der stärkeren Temperaturerhöhung.
Planetarische Nebel werden entweder als „materiebegrenzt“ oder als „strahlungsbegrenzt“ beschrieben:
- Bei materiebegrenzten planetarischen Nebeln ist nicht genug Gas um den Stern vorhanden, um alle ultravioletten Photonen, die vom Zentralstern emittiert werden, zu absorbieren.  Das Gas ist somit vollständig ionisiert, und die sichtbare Grenze des Nebels ergibt sich aus der Menge des vorhandenen Gases.
- Bei strahlungsbegrenzten planetarischen Nebeln reicht hingegen die vom Zentralstern emittierte Strahlung nicht aus, um das gesamte Gas zu ionisieren.  Der Nebel ist somit von neutralem Gas umgeben, und die sichtbare Grenze des Nebels ergibt sich aus der Menge der vorhandenen Strahlung.

Nebel, die Regionen aus ionisiertem Wasserstoff enthalten, nennt man Emissionsnebel. Sie bestehen zum größten Teil aus einem Plasma, in dem ionisierter Wasserstoff (Protonen) und freie Elektronen vorkommen. Anders als bei einem „einfachen“ Gas erhält der Nebel durch das Plasma charakteristische Eigenschaften wie Magnetfeld, Plasma-Doppelschichten, Synchrotronstrahlung und Plasmainstabilitäten.

### Anzahl und Vorkommen
Derzeit sind in unserer Galaxie, die aus etwa 200 Milliarden Sternen besteht, rund 1500 planetarische Nebel bekannt. Diese geringe Anzahl wird verständlich, wenn man die sehr kurze Existenz der Nebel in Relation zum gesamten „Sternleben“ sieht. Man findet planetarische Nebel meist um die Ebene der Milchstraße, mit der größten Konzentration im Galaktischen Zentrum. Es sind nur ein oder zwei planetarische Nebel in Sternhaufen bekannt.
Vor kurzem hat eine systematische fotografische Durchmusterung des Himmels die Anzahl der bekannten planetarischen Nebel drastisch erhöht. Obwohl CCDs den chemischen Film in der modernen Astronomie bereits ersetzt haben, wurde dabei ein Kodak-Technical-Pan-Film eingesetzt. In Kombination mit einem speziellen Filter für die Isolation der typischen Wasserstofflinien, die in allen planetarischen Nebeln vorkommen, konnten auch sehr lichtschwache Objekte nachgewiesen werden.

### Gestalt

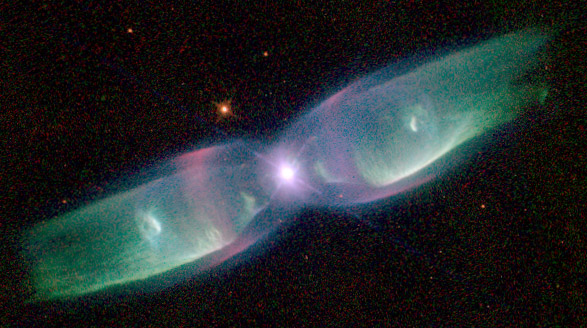
Bipolarer Nebel M2-9 (Schmetterlingsnebel)

Im Allgemeinen haben planetarische Nebel eine symmetrische und ungefähr sphärische Gestalt, es existieren jedoch auch sehr unterschiedliche und komplexe Formen. Ungefähr 10 % sind stark bipolar ausgeprägt, einige sind asymmetrisch; der Retina-Nebel ist – von der Erde aus gesehen – sogar rechteckig.
Die Ursachen der extremen Formenvielfalt sind bislang nicht genau bekannt und werden kontrovers diskutiert. Gravitationswirkungen von Begleitersternen könnten zur Formgebung beitragen. Eine andere Möglichkeit wäre, dass massereiche Planeten den Materiefluss stören, wenn sich der Nebel ausformt. Im Januar 2005 wurde erstmals ein Magnetfeld um die zentralen Sterne zweier planetarischer Nebel gefunden. Man nimmt an, dass dieses Feld teilweise oder vollständig für die außergewöhnliche Struktur verantwortlich ist.
2011 fotografierte das Hubble-Weltraumteleskop einen planetarischen Nebel im Sternbild Pfeil, den ‚Necklace Nebula’ (‚Halsband-Nebel’), der aus einem Ring leuchtender Gasknoten besteht, die wie Diamanten eines Colliers funkeln.

## Aktueller Forschungsgegenstand

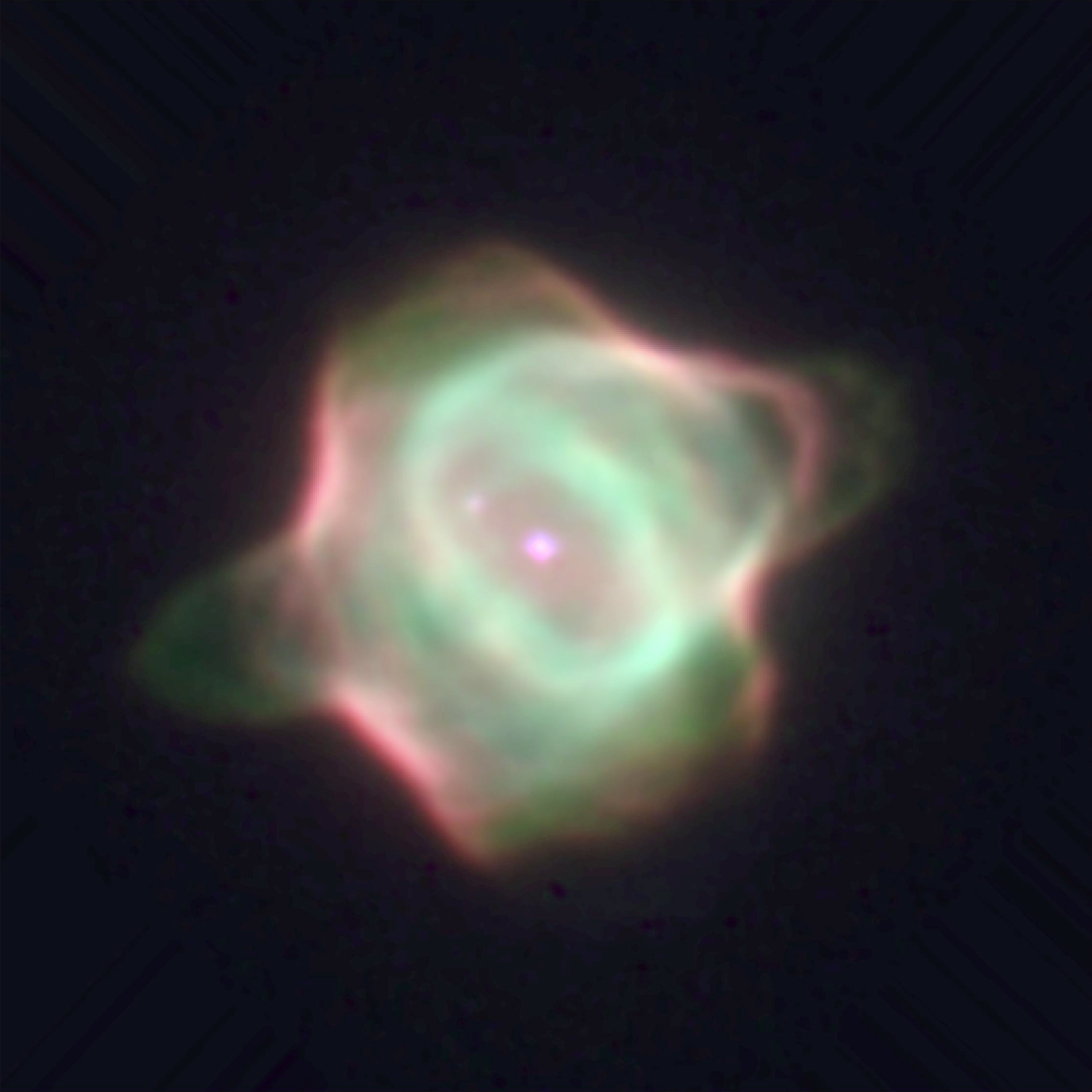
Der Stingray-Nebel ist der jüngste bisher beobachtete planetarische Nebel

Ein Hauptproblem bei der Erforschung planetarischer Nebel besteht darin, dass man ihre Entfernung nur schwer bestimmen kann. Bei relativ nahen planetarischen Nebeln ist die Entfernungsbestimmung mit Hilfe der Parallaxe möglich. Wegen der geringen Zahl naher Nebel und der Formenvielfalt ist daraus allerdings kein Vergleichsmaßstab ableitbar. Bei bekannter Entfernung lässt sich durch jahrelange Beobachtungen die Expansionsgeschwindigkeit des Nebels senkrecht zur Beobachtungsrichtung bestimmen. Durch die spektroskopische Untersuchung des Dopplereffekts erhält man auch die Expansionsgeschwindigkeit in Beobachtungsrichtung.
Der Anteil der schweren Elemente in planetarischen Nebeln kann durch zwei Methoden bestimmt werden, wobei die Ergebnisse manchmal stark voneinander abweichen. Einige Astronomen meinen, dies könnte auf Temperaturschwankungen innerhalb der Nebel zurückzuführen sein. Andere sind hingegen der Auffassung, dass die Unterschiede zu groß sind, um sie mit diesem Temperatureffekt zu erklären und führen die Abweichungen auf kalte Gebiete mit sehr wenig Wasserstoff zurück. Solche Gebiete sind jedoch bisher nicht beobachtet worden.